# Cèl·lula solar multiunió

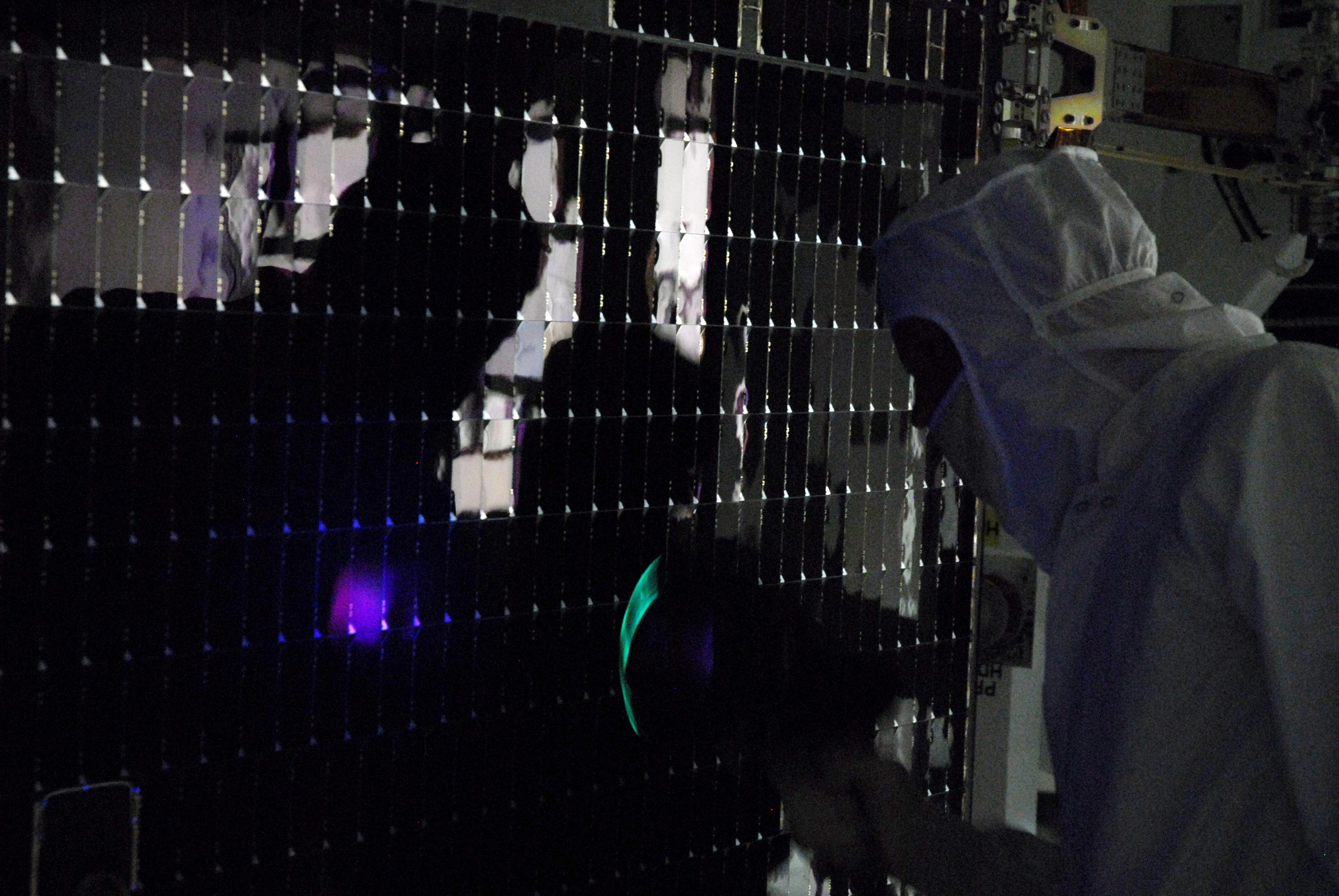
Prova de llum negra de les cèl·lules solars d'arsenur de gal·li de triple unió del satèl·lit Dawn

Les cèl·lules solars multiunió (MJ) són cèl·lules solars amb múltiples unions p–n fetes de diferents materials semiconductors. La unió pn de cada material produirà corrent elèctric en resposta a diferents longituds d'ona de llum. L'ús de múltiples materials semiconductors permet l'absorbància d'un rang més ampli de longituds d'ona, millorant la llum solar de la cèl·lula a l'eficiència de conversió d'energia elèctrica.
Les cèl·lules tradicionals d'unió única tenen una eficiència teòrica màxima del 33,16%. Teòricament, un nombre infinit d'unions tindria una eficiència limitadora del 86,8% sota llum solar altament concentrada.

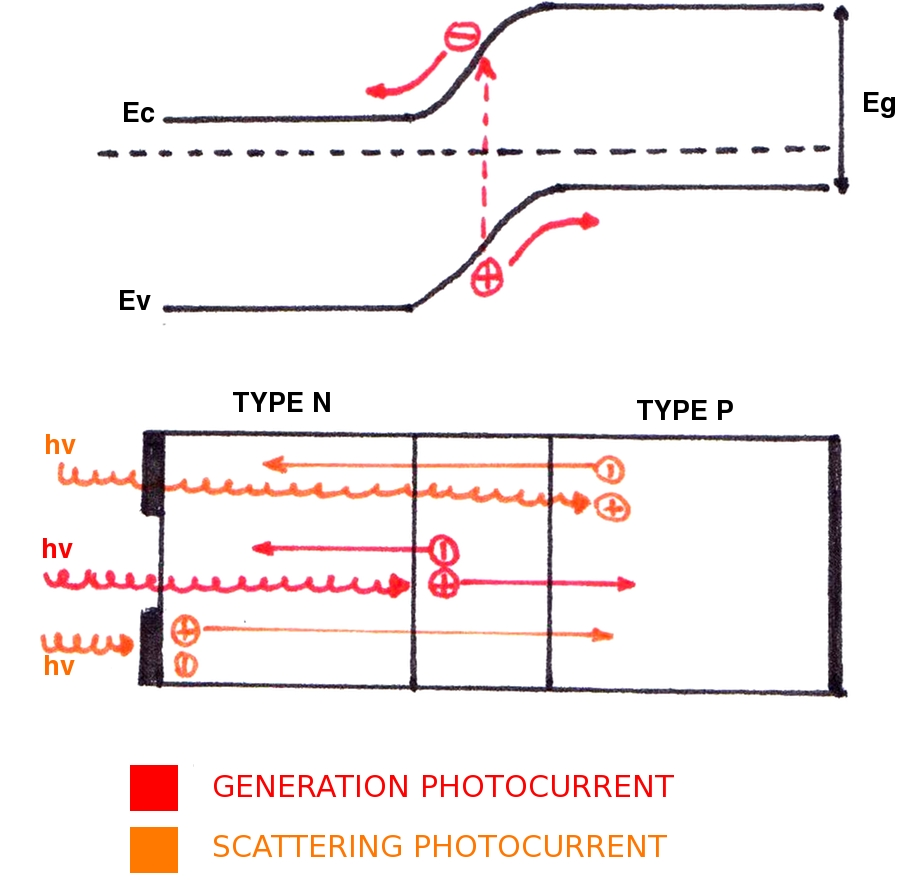
Figura A. Il·lustració del diagrama de bandes de l'efecte fotovoltaic. Els fotons donen la seva energia als electrons a les regions d'esgotament o quasi neutres. Aquests passen de la banda de valència a la banda de conducció. Depenent de la ubicació, els electrons i els forats s'acceleren per E _{deriva}, que dona fotocorrent de generació, o per E _{scatt}, que dona fotocorrent de dispersió.

A partir del 2023, els millors exemples de laboratori de cèl·lules solars tradicionals de silici cristal·lí (c-Si) tenien eficiències de fins al 26,81%, mentre que els exemples de laboratori de cèl·lules multiunió han demostrat un rendiment superior al 46% sota llum solar concentrada. Els exemples comercials de cèl·lules en tàndem estan àmpliament disponibles al 30% sota la il·luminació d'un sol, i milloren al voltant del 40% sota la llum solar concentrada. Tanmateix, aquesta eficiència s'obté a costa d'una major complexitat i preu de fabricació. Fins ara, el seu preu més elevat i la seva major relació preu-rendiment han limitat el seu ús a rols especials, sobretot en l'aeronautica on és desitjable la seva alta relació potència-pes. En aplicacions terrestres, aquestes cèl·lules solars estan emergint en el concentrador fotovoltaic (CPV), però no poden competir amb els panells solars d'unió única tret que calgui una densitat de potència més gran.
S'han utilitzat tècniques de fabricació en tàndem per millorar el rendiment dels dissenys existents. En particular, la tècnica es pot aplicar a cèl·lules solars de pel·lícula prima de baix cost utilitzant silici amorf, a diferència del silici cristal·lí convencional, per produir una cèl·lula amb una eficiència al voltant del 10% que sigui lleugera i flexible. Aquest enfocament ha estat utilitzat per diversos venedors comercials, però actualment aquests productes estan limitats a determinades funcions de nínxol, com els materials per a cobertes.
Les cèl·lules fotovoltaiques tradicionals estan compostes habitualment de silici dopat amb contactes metàl·lics dipositats a la part superior i inferior. El dopatge s'aplica normalment a una capa fina a la part superior de la cèl·lula, produint una unió pn amb una energia de banda intercalada particular, Eg. Els fotons que arriben a la part superior de la cèl·lula solar es reflecteixen o es transmeten a la cèl·lula. Els fotons transmesos tenen el potencial de donar la seva energia, hν, a un electró si hν ≥ Eg, generant un parell electró- forat. A la regió d'esgotament, la deriva del camp elèctric E de la deriva accelera tant els electrons com els forats cap a les seves respectives regions dopades n i p (amunt i avall, respectivament). El corrent resultant Ig s'anomena fotocorrent generat. A la regió quasi neutre, el camp elèctric de dispersió Escatt accelera els forats (electrons) cap a la regió p-dopada (n-dopada), la qual cosa dona un fotocorrent de dispersió Ipscatt (Inscatt). En conseqüència, a causa de l'acumulació de càrregues, apareix un potencial V i un fotocorrent Iph. L'expressió d'aquest fotocorrent s'obté afegint fotocorrents de generació i dispersió: Iph = Ig + Inscatt + Ipscatt.